# Ireen von Wachenfeldt
Gunhild Birgitta Irene (Ireen) von Wachenfeldt, född Byfeldt den 6 december 1950 i Degerfors, är en svensk feminist, politiker och tidigare ordförande i Riksorganisationen för kvinnojourer och tjejjourer i Sverige (ROKS). Hon har även varit ordförande i Vänsterpartiet i Karlskoga kommun, ledamot i kommunfullmäktige, ledamot i barn- och ungdomsnämnden 1991–2001, ersättare i samma nämnd 2001–2002 samt ersättare i kommunstyrelsen 1999–2002.

## Biografi
Ireen von Wachenfeldt blev rikskänd för första gången på 1990-talet som "den nakna lärarinnan vid Kristinehamns folkhögskola", då hon under en lektion klädde av sig naken, vilket ledde till att folkhögskolan avskedade henne. Avskedandet ledde till en process i Arbetsdomstolen som Wachenfeldt vann men hon fick inte tillbaka sin projektanställning. Efter avskedandet medverkade hon i Renée Nybergs TV-program där hon förklarade sin undervisningsmetod. 
Ireen von Wachenfeldt kritiserades hårt efter en rad kontroversiella uttalanden i TV-reportaget Könskriget som sändes i SVT:s Dokument inifrån våren 2005, framför allt för att hon citerade SCUM-manifestet av Valerie Solanas som liknade män vid djur. Ireen von Wachenfeldt har senare tagit avstånd från denna liknelse. Ursäkten tog hon dock tillbaka senare: "Jag skulle ha sagt att män är värre än djur. En del våldsamma män kan till och med njuta av kvinnors lidande. Det gör inte djuren".
Den 6 juli 2005 tillkännagav von Wachenfeldt sin avgång från ordförandeposten i ROKS.

### Familj
Ireen von Wachenfeldt har fem barn och är gift med kyrkoherde Kenneth von Wachenfeldt,
som tillhör en icke-adlig gren av släkten von Wachenfeldt.